# Henry-Claude Moutou
Henry-Claude Moutou (parfois Henri-Claude Moutou) est un musicien, chef d'orchestre et professeur de jazz né en 1956 à La Réunion. 
Il est également compositeur, arrangeur, chef d'orchestre et animateur radio. 
Guitariste de formation, il maîtrise aussi de nombreux instruments (banjo, basse, batterie, clavier, percussions).

## Biographie
Henry-Claude Moutou nait à La Réunion, d'un père militaire martiniquais et d'une mère réunionnaise. Élève de Jules Arlanda à l'école municipale de musique de Saint-Denis, il acquiert une solide éducation musicale. À 18 ans, il découvre le jazz, tout en poursuivant une intense activité de musicien de bal : il en conserve un amour pour le séga et maloya, qu'il joue notamment en accompagnant Rolland Raëlison ou encore le violoniste Luc Donat.
Il étudie puis participe activement au département jazz du Conservatoire à rayonnement régional de La Réunion, département créé en 1987 par le saxophoniste François Jeanneau.  
Dès 1997, il reprend la direction de ce département jazz, formant un big band à géométrie variable, constitué essentiellement d'élèves et de musiciens plus expérimentés.
Il est par ailleurs membre du conseil d'administration du Pôle régional des musiques actuelles (PRMA).
Henry-Claude Moutou est le père du musicien et batteur Théo Moutou, leader du quatuor jazz et soul La Recette,.

## Discographie

### 45 tours
- Pierrette Payet & Henri-Claude Moutou - Eh Bien La Coué La / Pour Faire Plus (Soredisc Réunion)
- Marie-Armande Moutou & Henri-Claude Moutou - Bichiques La Monté / Tonton La Radio (Soredisc Réunion)
- Mi Dis Pas Adieu, Mais Au Revoir / Vacances à la Réunion (7", Single) (Disques Jackman)
- Henri-Claude Moutou, Pierrette Payet & Marie-Armande Moutou, Cafrine / Bonbons Coco (Soredisc Réunion)
- Henri-Claude Moutou & Pierrette Payet & Les Play-Boys, Quand Li Mett' Son Moullur (Soredisc Réunion)
- Henri-Claude Moutou, Ral' Pas Li Comme Ça / J'aime La Vie Sous Les Tropiques (Disques Jackman)
- Henri-Claude Moutou & Pierrette Payet, Grillées, Grillées Pistaches (Soredisc Réunion)
- Pierrette Payet & Henry Claude Moutou, Rend Zanneau La Lise (Soredisc Réunion)
- Marie-Armande Moutou & Henri-Claude Moutou, Mariage L'est Pas Badinage / Je Te Donnerai (Disques Jackman)
- Marie-Armande Moutou & Henri-Claude Moutou, Gouyaviers Par Pinte / Allons Bazar Génie (Soredisc Réunion)
- Marie-Armande Moutou & Henri-Claude Moutou, C'est Toi Maman / O ! Feuilles Mortes (Disques Jackman)
- Marie-Armande Moutou & Henri-Claude Moutou, Oté Touristes / Vogue Ma Pirogue (Disques Jackman)
- Michel Adélaïde Avec Marie-Armande & Henri-Claude Moutou, Le Président Aux Îles - Séga Giscard (Playa Sound)

### Albums
- Le Jazz Band d'Henry-Claude Moutou, Quand Le Jazz Rencontre Le Séga (Not on Label, 2004)